# Pedicularis kongboensis
Pedicularis kongboensis är en snyltrotsväxtart som beskrevs av Tsoong. Pedicularis kongboensis ingår i släktet spiror, och familjen snyltrotsväxter. Utöver nominatformen finns också underarten P. k. obtusata.